# Велика Моштаница
Велика Моштаница је градско насеље у градској општини Чукарица у граду Београду.
Према попису из 2022. било је 3594 становника.

## Географски положај
Насеље лежи на плећатој коси са леве стране Дољанског потока. Поток тече даље кроз Остружницу и испод ње утиче у Саву.

## Историја
Први до сада познати писани подаци о Великој Моштаници као насељеном месту се налазе у турским пописима Београдске нахије из 1528. године.
Овде се налази Споменик у Великој Моштаници.

## Инфраструктура
Кроз атар насеља пролази пут Е763, (Ибарска магистрала), који повезује Београд са општином Лазаревац и даље ка југозападу Србије. Велика Моштаница спада у насеља средње величине из приурбаног појаса, са високим степеном повезаности са Београдом.
У насељу постоји здравствена станица, пошта, апотека.
Основна школа „Бранко Радичевић” у Великој Моштаници је основана 1846. године. Школу данас похађа око 250 ученика, а у просторијама школе је организован рад и за предшколски узраст деце.
Фудбалски клуб „Велика Моштаница” има свој стадион.

## Градски саобраћај
До насеља се дневним линијама гсп-а може стићи:
- Линија 513 Сремчица /Насеље Горица/ — Велика Моштаница /Живојина Табаковића/[3]
- Линија 551 Београд на води — Сремчица[4]

## Просторни развој
Насеље се ширило грађењем на улазу и излазу, тако да је добило двоструки крстасти облик. Приметан је пораст броја викенд кућа, који је омогућила ниска цена земљишта.

## Религија
У насељу се налази Црква Рођења Богородице са борачким гробљем у Великој Моштаници. Представља непокретно културно добро као споменик културе.

## Функцијске делатности становништва
Велика Моштаница је у прошлости била изразито аграрна, а сада, као и у друга насеља
периурбаног појаса је постала насеље са најизразитијим функцијским променама, у коме се становништво претежно бави услужним делатностима.
У атару насеља се налазе обрадиве површине, али је слаба ангажованост становништва у пољопривреди због ситних поседа. Године 2006. је започео пилот пројекат са циљем лакше обраде плодног земљишта и поспешивање пољопривреде, али је урађена само његова прва фаза која се састојала у идентификацији катастарских парцела, ажурирању катастарске документације и валоризацији површина.

## Демографија
У насељу Велика Моштаница живи 2649 пунолетних становника, а просечна старост становништва износи 41,9 година (41,2 код мушкараца и 42,7 код жена). У насељу има 973 домаћинства, а просечан број чланова по домаћинству је 3,30.
Ово насеље је великим делом насељено Србима (према попису из 2002. године), а у последња три пописа, примећен је пораст у броју становника.
|  |

| Демографија | Демографија | Демографија |
| Година      | Становника  | Становника  |
| ----------- | ----------- | ----------- |
| 1948.       | 2.453       |             |
| 1953.       | 2.497       |             |
| 1961.       | 2.563       |             |
| 1971.       | 2.417       |             |
| 1981.       | 2.751       |             |
| 1991.       | 3.084       | 2.939       |
| 2002.       | 3.210       | 3.385       |

| Етнички састав према попису из 2002.‍ | Етнички састав према попису из 2002.‍ | Етнички састав према попису из 2002.‍ | Етнички састав према попису из 2002.‍ | Етнички састав према попису из 2002.‍ |
| ------------------------------------ | ------------------------------------ | ------------------------------------ | ------------------------------------ | ------------------------------------ |
|                                      |                                      |                                      |                                      |                                      |
| Срби                                 | Срби                                 |                                      | 3.079                                | 95,91%                               |
| Црногорци                            | Црногорци                            |                                      | 53                                   | 1,65%                                |
| Југословени                          | Југословени                          |                                      | 13                                   | 0,40%                                |
| Хрвати                               | Хрвати                               |                                      | 7                                    | 0,21%                                |
| Македонци                            | Македонци                            |                                      | 6                                    | 0,18%                                |
| Муслимани                            | Муслимани                            |                                      | 3                                    | 0,09%                                |
| Бугари                               | Бугари                               |                                      | 2                                    | 0,06%                                |
| Албанци                              | Албанци                              |                                      | 2                                    | 0,06%                                |
| Чеси                                 | Чеси                                 |                                      | 1                                    | 0,03%                                |
| Словенци                             | Словенци                             |                                      | 1                                    | 0,03%                                |
| Словаци                              | Словаци                              |                                      | 1                                    | 0,03%                                |
| Румуни                               | Румуни                               |                                      | 1                                    | 0,03%                                |
| Немци                                | Немци                                |                                      | 1                                    | 0,03%                                |
| непознато                            | непознато                            |                                      | 35                                   | 1,09%                                |

| \| \| м \| \| \| ж \| \| ? \| 8 \| \| \| 11 \| \| 80+ \| 27 \| \| \| 39 \| \| 75—79 \| 53 \| \| \| 81 \| \| 70—74 \| 88 \| \| \| 110 \| \| 65—69 \| 115 \| \| \| 114 \| \| 60—64 \| 98 \| \| \| 80 \| \| 55—59 \| 105 \| \| \| 72 \| \| 50—54 \| 124 \| \| \| 158 \| \| 45—49 \| 139 \| \| \| 123 \| \| 40—44 \| 108 \| \| \| 128 \| \| 35—39 \| 76 \| \| \| 75 \| \| 30—34 \| 79 \| \| \| 86 \| \| 25—29 \| 105 \| \| \| 108 \| \| 20—24 \| 108 \| \| \| 130 \| \| 15—19 \| 129 \| \| \| 90 \| \| 10—14 \| 81 \| \| \| 81 \| \| 5—9 \| 85 \| \| \| 69 \| \| 0—4 \| 62 \| \| \| 65 \| \| Просек : \| 41,2 \| \| \| 42,7 \| |      |  |  |      |
| |      |  |  |      |
| | м    |  |  | ж    |
| ? | 8    |  |  | 11   |
| 80+ | 27   |  |  | 39   |
| 75—79 | 53   |  |  | 81   |
| 70—74 | 88   |  |  | 110  |
| 65—69 | 115  |  |  | 114  |
| 60—64 | 98   |  |  | 80   |
| 55—59 | 105  |  |  | 72   |
| 50—54 | 124  |  |  | 158  |
| 45—49 | 139  |  |  | 123  |
| 40—44 | 108  |  |  | 128  |
| 35—39 | 76   |  |  | 75   |
| 30—34 | 79   |  |  | 86   |
| 25—29 | 105  |  |  | 108  |
| 20—24 | 108  |  |  | 130  |
| 15—19 | 129  |  |  | 90   |
| 10—14 | 81   |  |  | 81   |
| 5—9 | 85   |  |  | 69   |
| 0—4 | 62   |  |  | 65   |
| Просек : | 41,2 |  |  | 42,7 |

| Година пописа     | 1948. | 1953. | 1961. | 1971. | 1981. | 1991. | 2002. |
| ----------------- | ----- | ----- | ----- | ----- | ----- | ----- | ----- |
| Број домаћинстава | 534   | 564   | 626   | 641   | 784   | 842   | 973   |

| Број чланова      | 1   | 2   | 3   | 4   | 5   | 6  | 7  | 8 | 9 | 10 и више | Просек |
| ----------------- | --- | --- | --- | --- | --- | -- | -- | - | - | --------- | ------ |
| Број домаћинстава | 160 | 211 | 172 | 190 | 130 | 81 | 20 | 7 | 1 | 1         | 3,30   |

| Пол    | Укупно | Неожењен/Неудата | Ожењен/Удата | Удовац/Удовица | Разведен/Разведена | Непознато |
| ------ | ------ | ---------------- | ------------ | -------------- | ------------------ | --------- |
| Мушки  | 1.362  | 383              | 869          | 66             | 42                 | 2         |
| Женски | 1.405  | 267              | 852          | 230            | 53                 | 3         |
| УКУПНО | 2.767  | 650              | 1.721        | 296            | 95                 | 5         |

| Пол    | Укупно                    | Пољопривреда, лов и шумарство | Рибарство                            | Вађење руде и камена | Прерађивачка индустрија       |
| ------ | ------------------------- | ----------------------------- | ------------------------------------ | -------------------- | ----------------------------- |
| Мушки  | 549                       | 23                            | 0                                    | 1                    | 166                           |
| Женски | 420                       | 20                            | 0                                    | 0                    | 66                            |
| Укупно | 969                       | 43                            | 0                                    | 1                    | 232                           |
|        |                           |                               |                                      |                      |                               |
| Пол    | Производња и снабдевање   | Грађевинарство                | Трговина                             | Хотели и ресторани   | Саобраћај, складиштење и везе |
| Мушки  | 14                        | 45                            | 97                                   | 8                    | 54                            |
| Женски | 3                         | 8                             | 80                                   | 19                   | 18                            |
| Укупно | 17                        | 53                            | 177                                  | 27                   | 72                            |
|        |                           |                               |                                      |                      |                               |
| Пол    | Финансијско посредовање   | Некретнине                    | Државна управа и одбрана             | Образовање           | Здравствени и социјални рад   |
| Мушки  | 5                         | 32                            | 29                                   | 19                   | 23                            |
| Женски | 10                        | 24                            | 22                                   | 39                   | 83                            |
| Укупно | 15                        | 56                            | 51                                   | 58                   | 106                           |
|        |                           |                               |                                      |                      |                               |
| Пол    | Остале услужне активности | Приватна домаћинства          | Екстериторијалне организације и тела | Непознато            | Непознато                     |
| Мушки  | 19                        | 0                             | 0                                    | 14                   | 14                            |
| Женски | 22                        | 1                             | 0                                    | 5                    | 5                             |
| Укупно | 41                        | 1                             | 0                                    | 19                   | 19                            |

## Познате личности
- Светолик Ранковић